# Роланд Фишналер
Роланд Фишналер (на италиански: Roland Fischnaller) е италиански сноубордист, който се състезава в дисциплината слалом.
Фишналер участва в зимните олимпийски игри в Солт Лейк Сити през 2002 година, в Торино през 2006 година и във Ванкувър през 2010 година.
Най-големият му успех е златният медал от паралелния слалом на световното първенство по сноуборд през 2015 година в Крайшберг.

## Олимпийски игри
- Солт Лейк Сити 2002: 19 място
- Торино 2006: 13 място
- Ванкувър 2010: 18 място
- Пекин 2022: 4 мято